# Adam i Ewa (obrazy Albrechta Dürera)
Adam i Ewa – dwa obrazy pędzla Albrechta Dürera wykonane w roku 1507, trzy lata po zrealizowaniu miedziorytu o tym samym temacie i tytule.

## Historia dzieła
Oba dzieła zostały wykonane w rodzinnej Norymberdze, świeżo po podróży artysty do Włoch. W XVII wieku znajdowały się w praskiej kolekcji cesarza Rudolfa II. Podczas wojny trzydziestoletniej zostały wywiezione przez wojska szwedzkie do Szwecji, na krótki czas były w posiadaniu ówczesnej królowej Krystyny z dynastii Wazów. W 1654 obrazy przekazano królowi Hiszpanii Filipowi IV Habsburgowi. Za panowania króla Karola III obrazy prezentowano w Królewskiej Akademii Sztuk Pięknych św. Ferdynanda. Od 1827 znajdują się w zbiorach Prado w Madrycie, które wystawiono publiczności w 1833 r.

## Opis i analiza
Temat Adama i Ewy mający w dziejach sztuki długą metrykę, Dürer wykorzystał jako okazję do przedstawienia idealnej ludzkiej figury. Temat ten, był wówczas swego rodzaju alibi dla artysty zainteresowanego nagością człowieka oraz studiami nad proporcjami, anatomią i ruchem człowieka. Artysta wykorzystując doświadczenia z przedstawieniami aktów (zwłaszcza w rysunku), w obu obrazach ukazał piękno ludzkie w italianizującej wersji. Priorytetem artysty nie był bynajmniej biblijny wątek pierwszych rodziców, lecz studium człowieka w naturalnej wielkości. Kolorystyka dzieła jest, w przeciwieństwie do wcześniejszych dzieł z oeuvre artysty, bardzo monochromatyczna; w celu wyeksponowania dynamicznych sylwetek Adama i Ewy twórca użył neutralnego mrocznego tła. Koloryt oscyluje wokół tonacji cielistych, wyciszonych brązów i zieleni. W stosunku do powstałej trzy lata wcześniej grafiki o tymże samym tytule, sylwetki postaci zyskały na smukłości. Przez delikatny, rysunkowy modelunek światłocieniowy, postacie charakteryzują się subtelnością i wdziękiem.
Postacie Adama i Ewy cechuje dynamiczne upozowanie, którego punktem wyjścia jest klasyczny kontrapost. Podkreślony został tu silny ruch, zwłaszcza Ewy, ukazanej w lekkim chodzie; podudzie lewej nogi lekko zachodzi za mocno postawioną prawą nogą. Jej lewa ręka lekko spoczywa na gałęzi drzewa, prawą ręką sięga po owoc, który trzyma w paszczy wyłaniający się z konara wąż. Choć postacie namalowano na oddzielnych obrazach, Adama i Ewę łączy silna relacja, którą Dürer podkreślił nie tylko za pomocą relacji wzrokowej, lecz także w zbliżonym układzie rąk. Zróżnicowana została karnacja postaci: Adam ma śniadą, Ewa zaś bladą. Na gałęzi wisi tabliczka z malowaną inskrypcją i monogramem artysty. Łaciński napis brzmi: „Albertus Dürer alemanus faciebat post virginis partum 1507 co tłumaczy się: „Albrecht Dürer, Niemiec, wykonał to dzieło w roku 1507 po dniu Narodzin Marii”.
Obrazy Adam i Ewa są najstarszymi zachowanymi przedstawieniami aktu o naturalnej wielkości w sztuce na północ od Alp. Temat ten szybko rozpowszechnił się w malarstwie niemieckim, podjęli go m.in. uczeń Dürera Hans Baldung czy obaj Cranachowie. Pierwszy z nich wykonał wierne kopie obrazów Dürera, dzięki czemu można przypuszczać, iż obecne jednolite tło jest efektem późniejszego przemalowania. Zestawiając dzieła Badlunga Griena z Dürerowskim miedziorytem z 1504 roku nie jest wykluczone, iż został ukazany las z którego mroku wyłaniały się zwierzęta.